# Manica (protection)
Pour les articles homonymes, voir Manica.

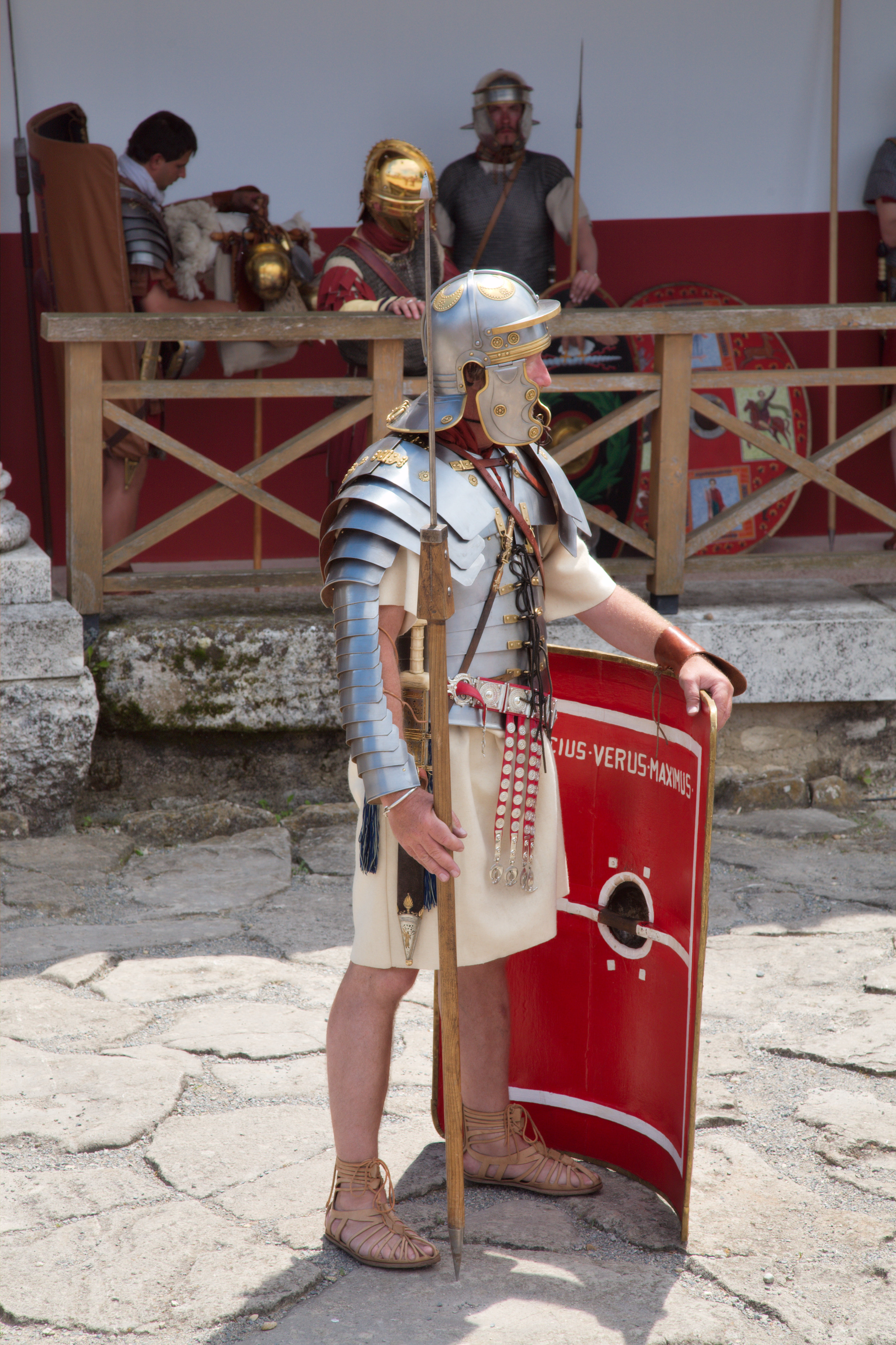
Reconstitution d'un légionnaire romain portant une manica.

La manica est, à l'époque romaine, une protection couvrant l'avant-bras ou le bras entier. Elle peut être faite de tissu rembourré, de cuir ou de métal. En métal, elle peut être constituée de lamelles métalliques (segmentata), de cotte de mailles (hamata) ou d'écailles (squamata). Les manicae peuvent être utilisées par les légionnaires et par les gladiateurs, les protégeant contre les armes tranchantes et perforantes.
On appelle de nos jours manique le gant de protection des gymnastes.

## Usage dans la littérature
Eden Glaise fait usage du mot à plusieurs reprises dans son roman Gloria, notamment dans la phrase : « Le mirmillon Fragile, lourdement armé de son grand bouclier, de son ocrea sur la jambe gauche, de son casque grillagé à crinière d'or, et de sa manica de cuir couvrant son bras droit, déploya l'éventail de toutes les prouesses martiales. »